# Cantó de Fresne-Saint-Mamès
El cantó de Fresne-Saint-Mamès és un cantó francès del departament de l'Alt Saona, situat al districte de Vesoul. Té 15 municipis i el cap és Fresne-Saint-Mamès.

## Municipis
- Beaujeu-Saint-Vallier-Pierrejux-et-Quitteur
- Fresne-Saint-Mamès
- Fretigney-et-Velloreille
- Greucourt
- Mercey-sur-Saône
- Motey-sur-Saône
- La Vernotte
- Le Pont-de-Planches
- Les Bâties
- Sainte-Reine
- Saint-Gand
- Seveux
- Soing-Cubry-Charentenay
- Vellexon-Queutrey-et-Vaudey
- Vezet

## Història
| Data d'elecció                           | Identitat           | Partit                    | Qualitat |
| ---------------------------------------- | ------------------- | ------------------------- | -------- |
| 1945-1961                                | M. Gallice          | SFIO                      |          |
| 1961-1992                                | Robert Magnin       | RI, després divers droite |          |
| 1992-1995                                | Patrick Ontani      | RPR                       |          |
| 1995-2011                                | André Huguin        | UMP                       |          |
| 2011-                                    | Jean-Pierre Chausse | Divers gauche             |          |
| les dades anteriors no són pas conegudes |                     |                           |          |
|                                          |                     |                           |          |

## Demografia
| A partir de 1990: Població sense dobles comptes |